# Leichtathletik-Europameisterschaften 2010/10.000 m der Frauen

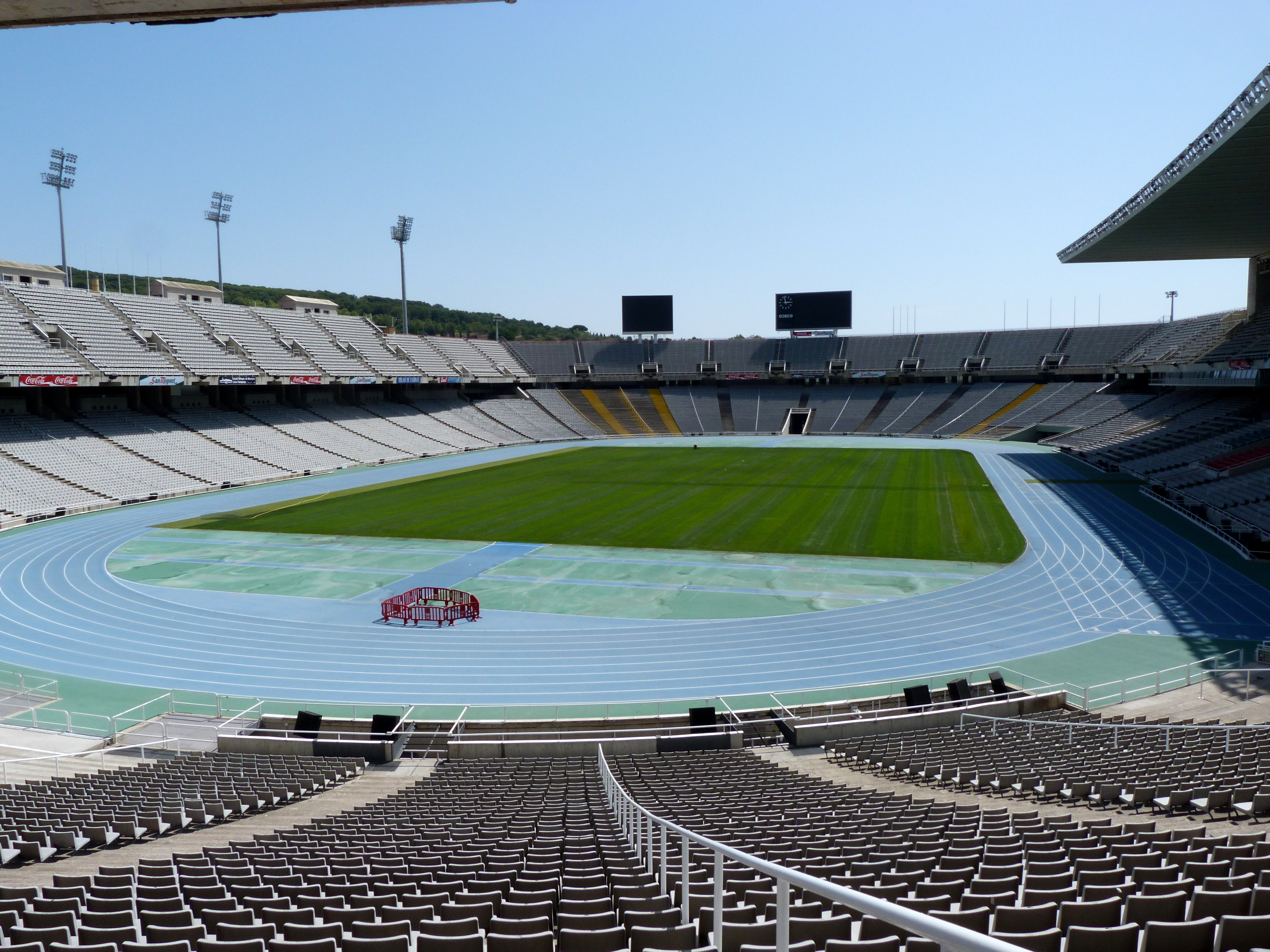
Das Olympiastadion Estadi Olímpic Lluís Companys
Barcelona im Jahr 2012

im Olympiastadion Estadi Olímpic Lluís Companys der spanischen Stadt Barcelona ausgetragen.
Europameisterin wurde die türkische 5000-Meter-Dritte von 2006 Elvan Abeylegesse, die drei Tage darauf auch den Titel über 5000 Meter errang. Den zweiten Platz belegte die Portugiesin Jéssica Augusto, drei Tage später auch Bronzemedaillengewinnerin über 5000 Meter. Die für die Niederlande startende Ostafrikanerin Hilda Kibet kam auf den dritten Rang.

## Bestehende Rekorde
| Weltrekord           | 29:31,78 min | Wang Junxia     | Peking, Volksrepublik China | 8. September 1993 |
| Europarekord         | 30:01,09 min | Paula Radcliffe | EM München, Deutschland     | 6. August 2002    |
| Meisterschaftsrekord | 30:01,09 min | Paula Radcliffe | EM München, Deutschland     | 6. August 2002    |

Anmerkung zum Europarekord:

Bei den Olympischen Spielen 2008 hatte die bei den Europameisterschaften hier mit zwei Goldmedaillen dekorierte Elvan Abeylegesse mit 29:56,34 min als Zweite zunächst einen neuen Europarekord aufgestellt. Ihr Resultat wurde allerdings nachträglich wegen Dopingmissbrauchs annulliert.
Der bestehende EM-Rekord wurde bei diesen Europameisterschaften nicht erreicht. Mit ihrer Siegzeit von 31:10,23 min blieb die türkische Europameisterin Elvan Abeylegesse 1:09,14 min über dem Rekord, gleichzeitig Europarekord. Zum Weltrekord fehlten ihr 1:38,45 min.

## Doping
Wie in allen anderen Mittel- und Langstrecken kam es auch in diesem Wettbewerb zu dopingbedingten Disqualifikationen, hier durch Läuferinnen aus der Türkei und Russland in drei Fällen:
- Die Russin Inga Abitowa, ursprünglich Zweite, wurde der Einnahme der verbotenen Substanz Turinabol überführt. Ihr Resultat von den Europameisterschaften von 2010 wurde annulliert.[4]
- Die zunächst fünftplatzierte Türkin Meryem Erdoğan wurde 2012 wegen Abweichungen in ihrem Blutpass für zwei Jahre gesperrt. Unter anderem auch ihre Resultate der Europameisterschaften von 2010 über 5000 und 10.000 Meter wurden annulliert.[5]
- Die Russin Lilija Schobuchowa hatte das Rennen aufgegeben. Sie wurde Ende April 2014 wegen Dopingmissbrauchs gesperrt, unter anderem ihr EM-Resultat von 2010 wurde annulliert. Vorausgegangen waren Enthüllungen zu Zahlungen in Größenordnungen von insgesamt einer halben Million US-Dollar für Bestechungen, Startberechtigungen und ähnlichen Dingen, in die auch der frühere IAAF-Präsident Lamine Diack verwickelt war.[6]

Benachteiligt wurde vor allem die Niederländerin Hilda Kibet, die ihre Bronzemedaille erst nach längerer Zeit erhielt und nicht an der Siegerehrung teilnehmen konnte.

## Durchführung
Bei einem Teilnehmerfeld von achtzehn Läuferinnen wurde auf eine Vorrunde verzichtet, alle Athletinnen gingen in ein gemeinsames Finale.

## Finale

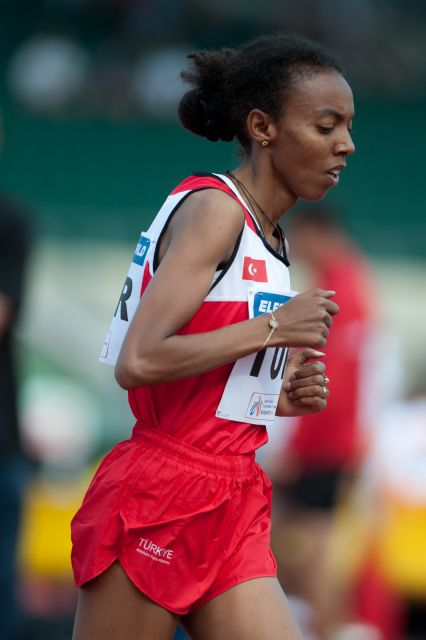
Europameisterin Elvan Abeylegesse
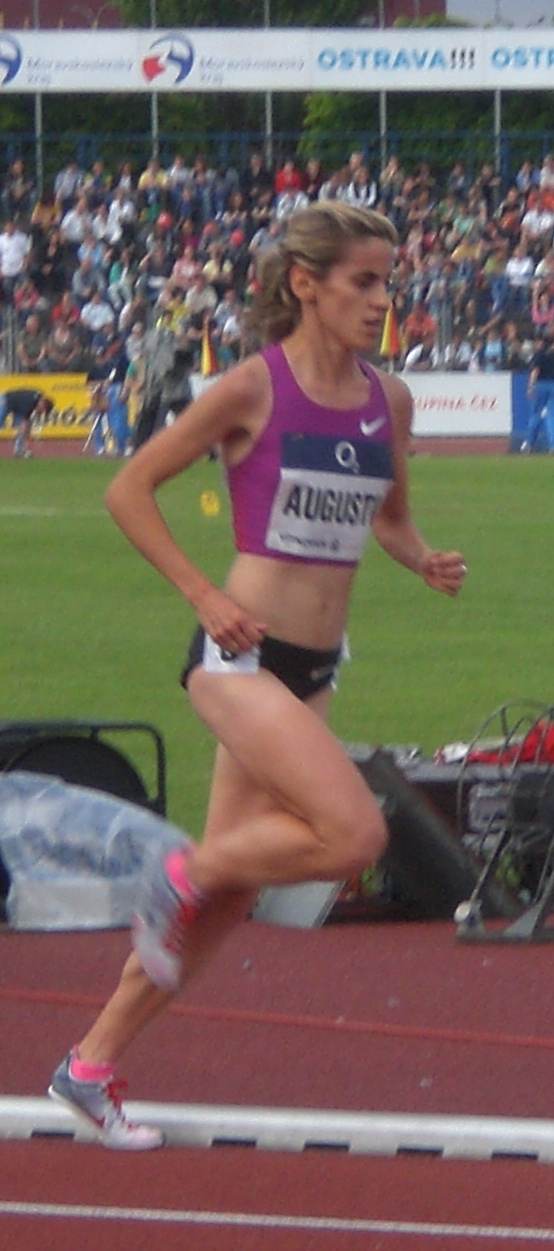
Vizeeuropameisterin Jéssica Augusto
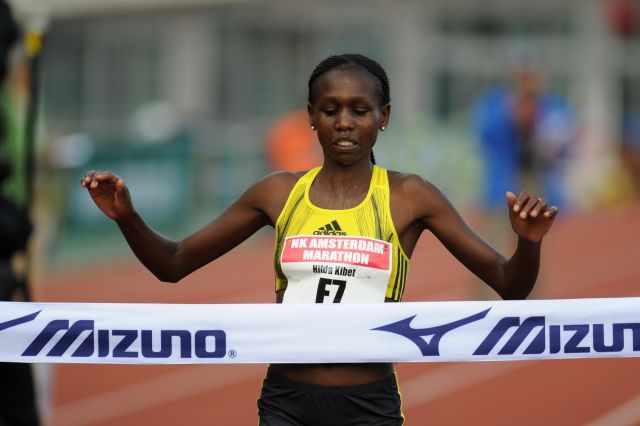
Bronzemedaillengewinnerin Hilda Kibet (hier im Jahr 2009 als Siegerin des Amsterdam-Marathons)

28. Juli 2010, 21:05 Uhr
| Platz | Name                      | Nation      | Zeit (min) |
| ----- | ------------------------- | ----------- | ---------- |
| 1     | Elvan Abeylegesse         | Türkei      | 31:10,23   |
| 2     | Jéssica Augusto           | Portugal    | 31:25,77   |
| 3     | Hilda Kibet               | Niederlande | 31:36,90   |
| 4     | Sabrina Mockenhaupt       | Deutschland | 32:06,02   |
| 5     | Jelena Sokolowa           | Russland    | 32:36,71   |
| 6     | Krisztina Papp            | Ungarn      | 32:49,05   |
| 7     | Ana Dulce Félix           | Portugal    | 33:12,93   |
| 8     | Swjatlana Kudselitsch     | Belarus     | 33:31,33   |
| 9     | Martina Strähl            | Schweiz     | 33:37,89   |
| 10    | Jacqueline Martín         | Spanien     | 34:11,49   |
| 11    | Zsófia Erdélyi            | Ungarn      | 34:57,77   |
| DNF   | Federica Dal Ri           | Italien     |            |
| DNF   | Karoline Bjerkeli Grøvdal | Norwegen    |            |
| DNF   | Maria Sig Møller          | Dänemark    |            |
| DNF   | Sara Moreira              | Portugal    |            |
| DOP   | Inga Abitowa              | Russland    | 31:22,83   |
| DOP   | Meryem Erdoğan            | Türkei      | 31:44,86   |
| DOP   | Lilija Schobuchowa        | Russland    | DNF        |

Dreizehn der achtzehn gestarteten Athletinnen kamen ins Ziel. Die in Äthiopien geborene Türkin Elvan Abeylegesse übernahm auf dem vierten Kilometer die Führung und gab sie bis zum Schluss nicht mehr ab. Jéssica Augusto lag lange Zeit auf dem zweiten Platz. Sie wurde zwar in der Schlussphase noch von der russischen Titelverteidigerin Inga Abitowa überholt, die jedoch gedopt war und disqualifiziert wurde – siehe oben. Deshalb erhielt Augusto im Nachhinein die Silbermedaille. Drei Tage später errang sie als Dritte über 5000 Meter noch eine zweite Medaille. Mit der für die Niederlande startende Hilda Kibet folgte eine weitere in Ostafrika geborene Läuferin vor der Deutschen Sabrina Mockenhaupt auf dem vierten Platz.

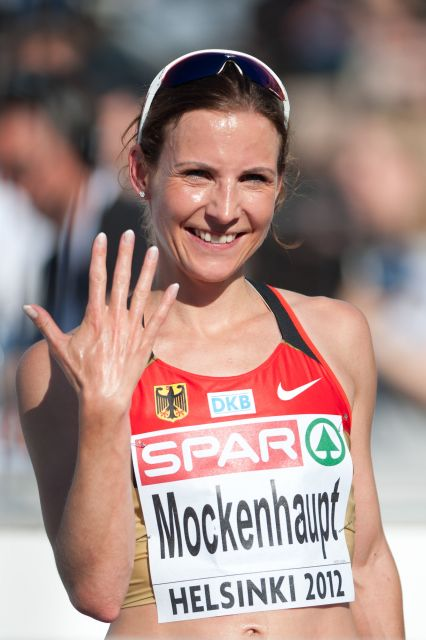
Sabrina Mockenhaupt kam auf den vierten Platz
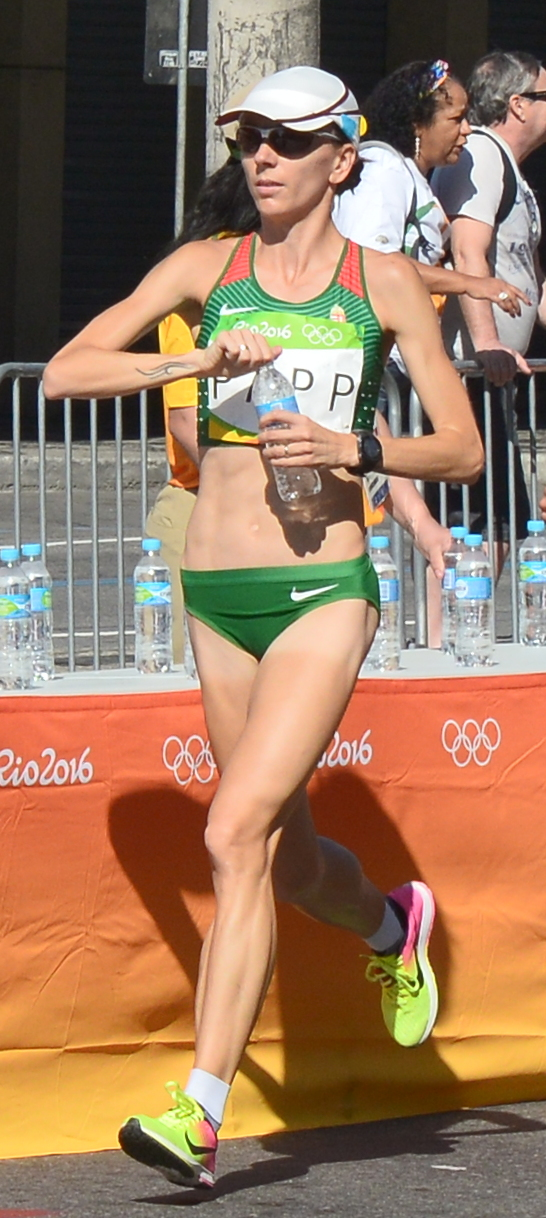
Krisztina Papp belegte Rang sechs
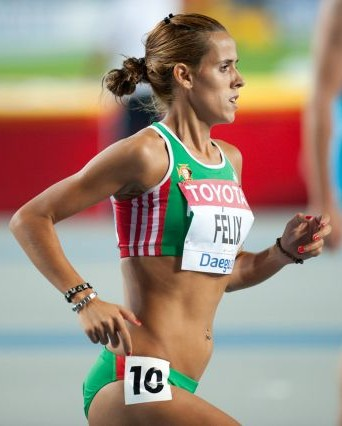
Die siebtplatzierte Ana Dulce Félix
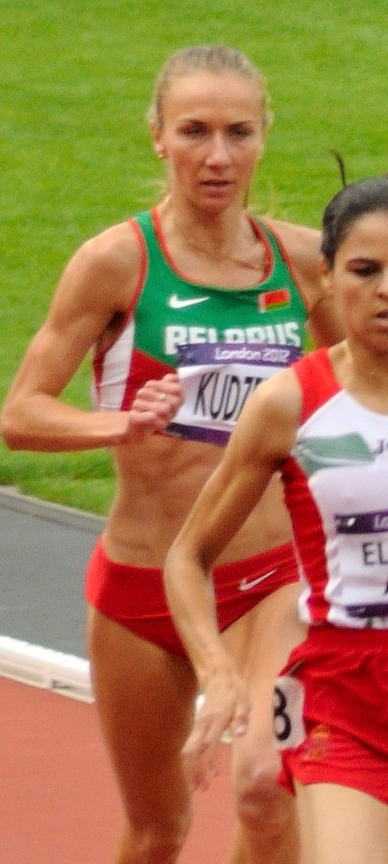
Swjatlana Kudselitsch erreichte den achten Platz

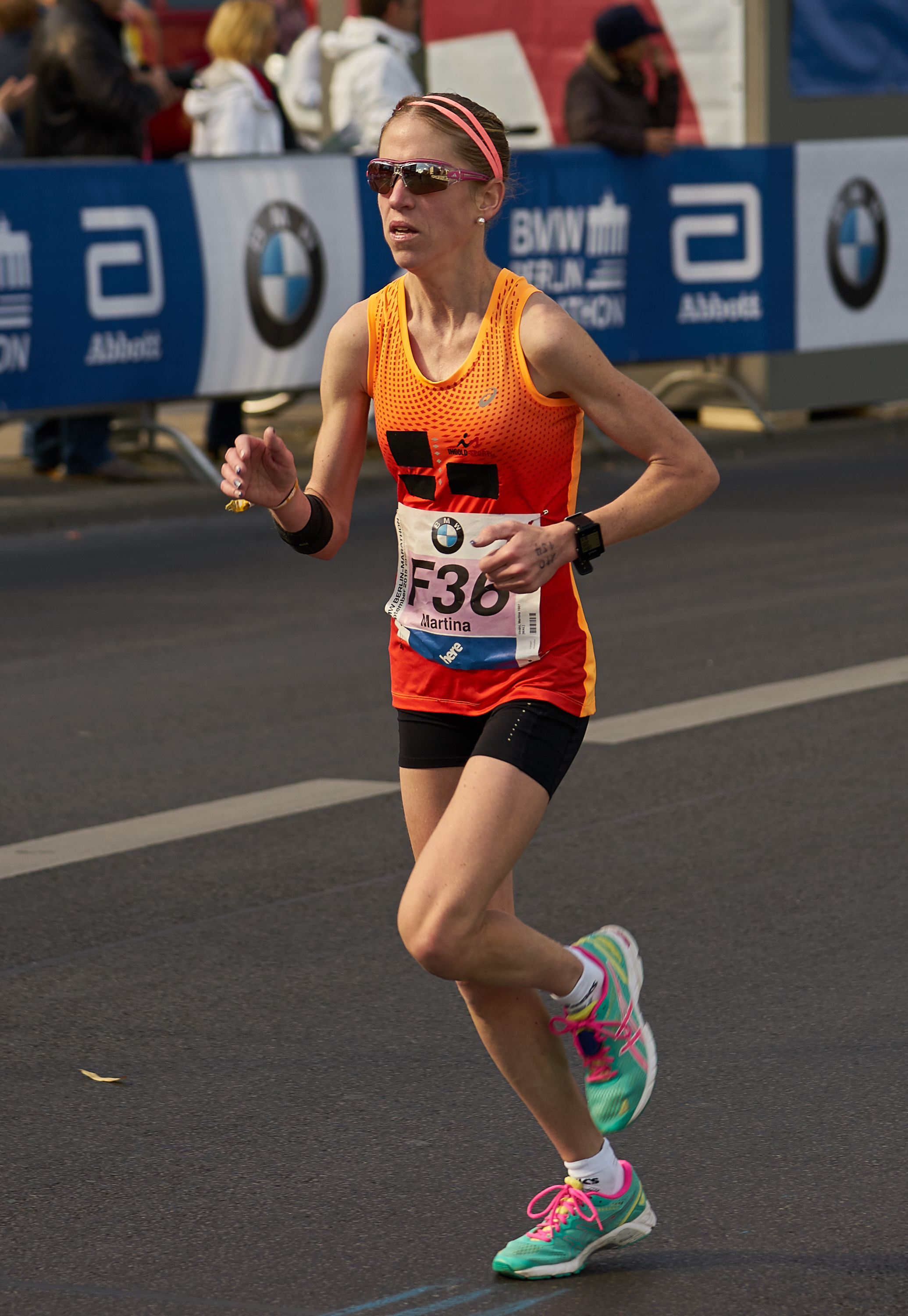
Martina Strähl – Platz neun
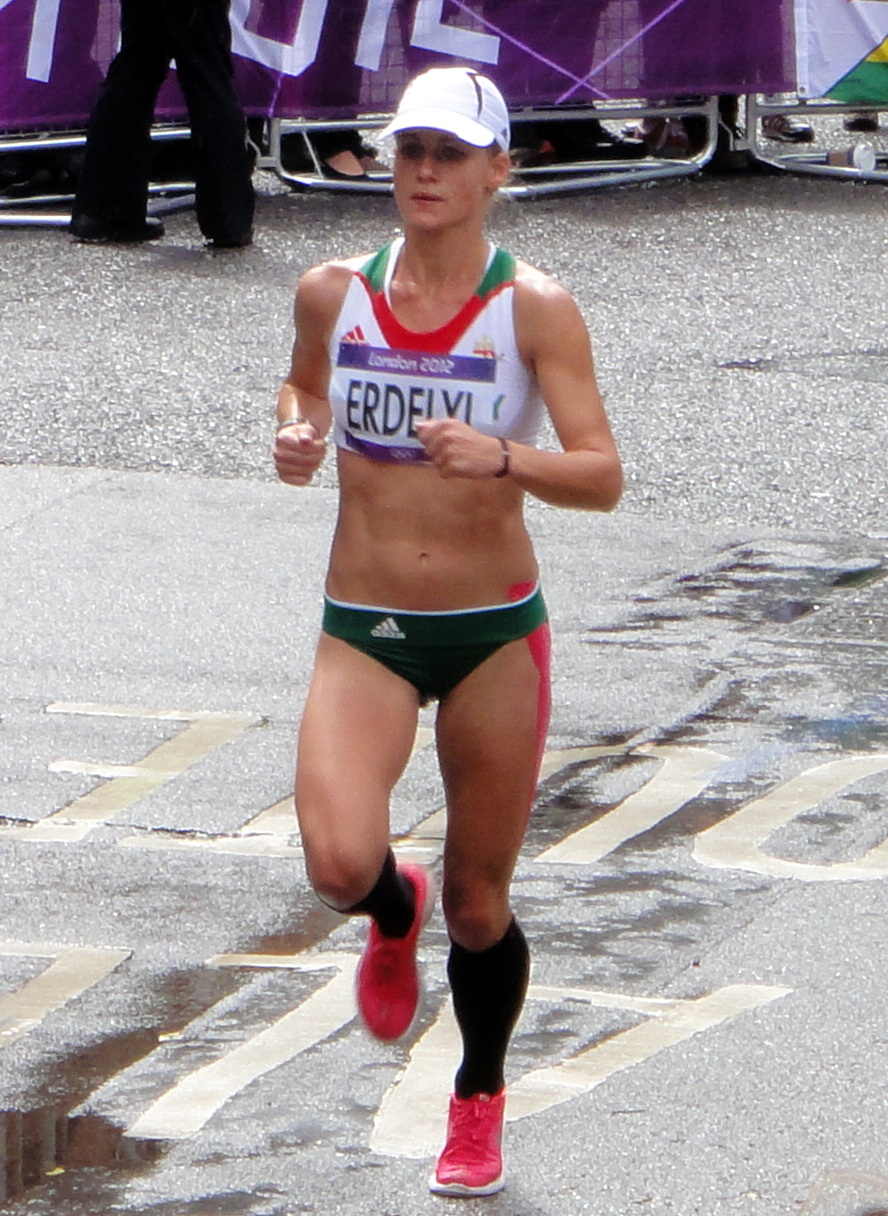
Zsófia Erdélyi – Platz elf
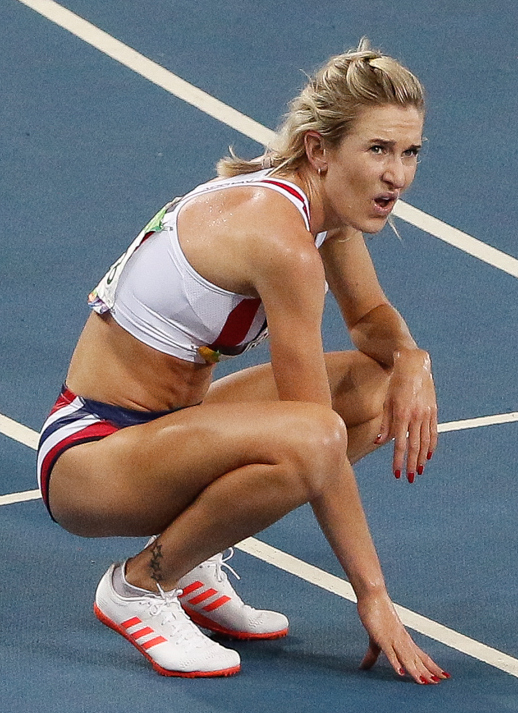
Karoline Bjerkeli Grøvdal – Rennen nicht beendet

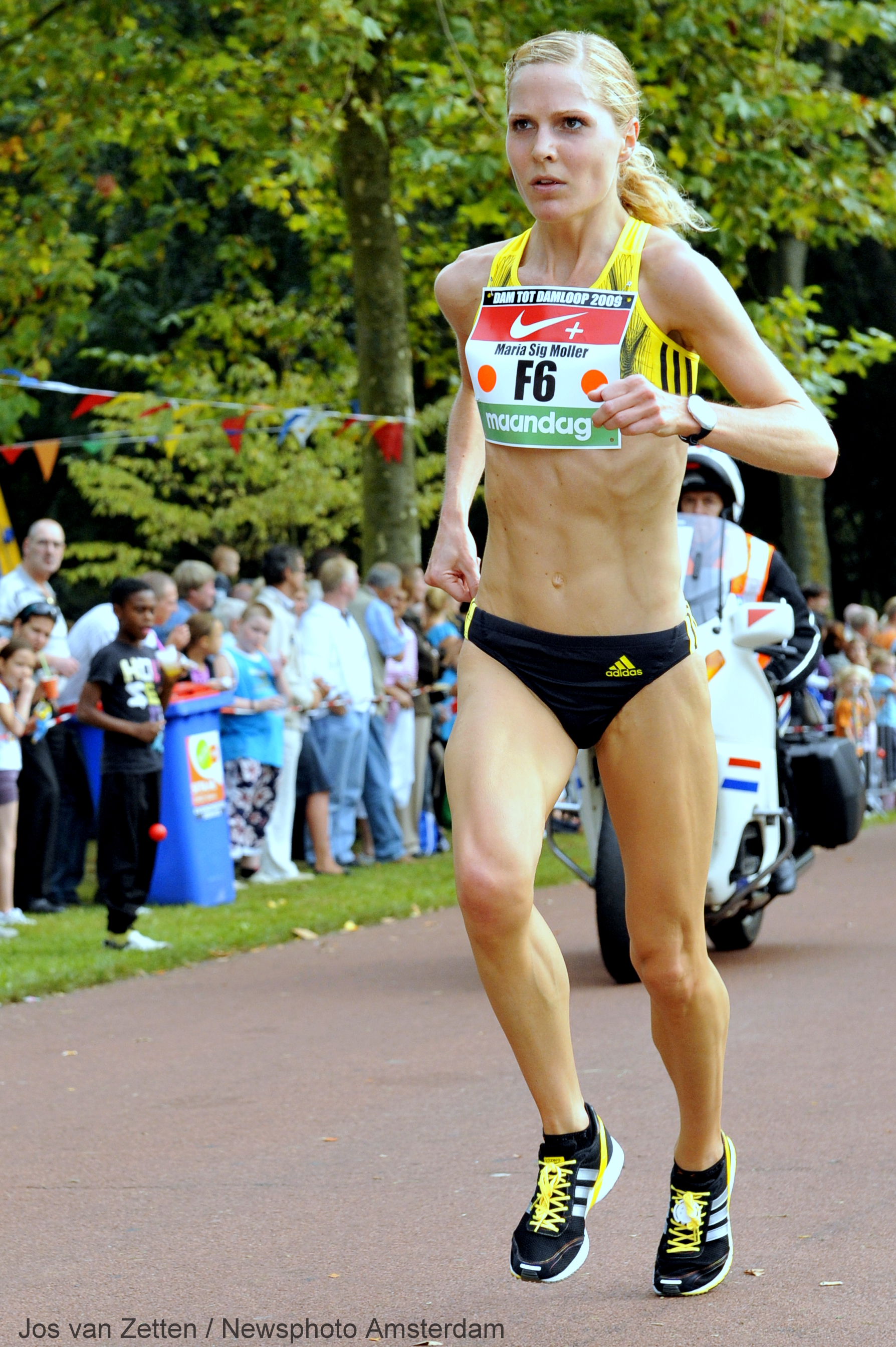
Maria Sig Møller – Rennen nicht beendet
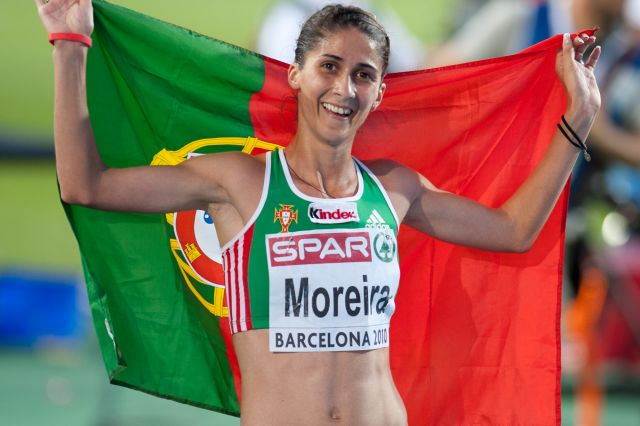
Sara Moreira (hier nach ihrem Medaillengewinn über 5000 Meter) – Rennen nicht beendet
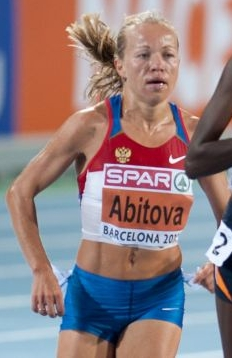
Inga Abitowa – wegen Dopingmissbrauchs disqualifiziert
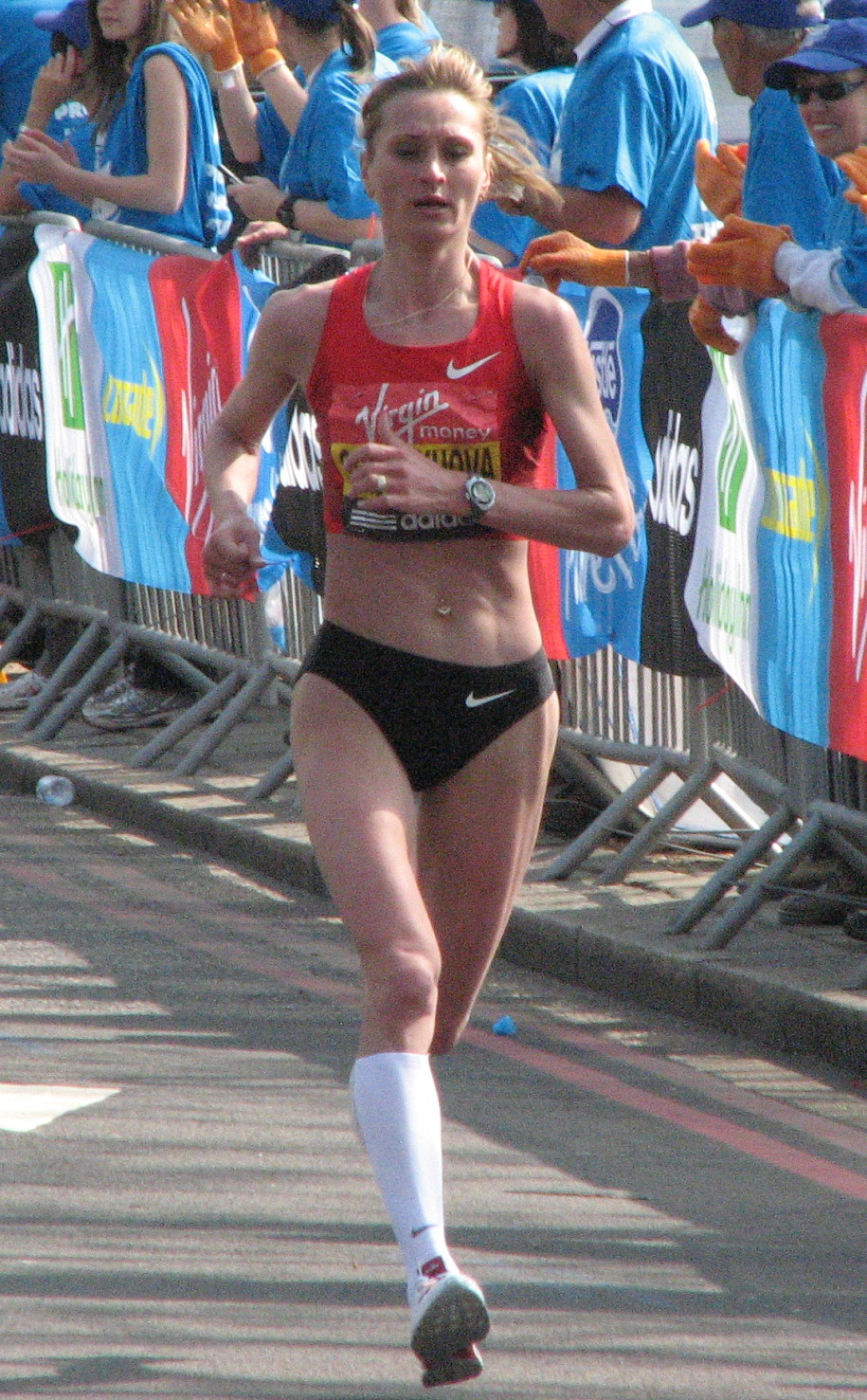
Lilija Schobuchowa – wegen Dopingmissbrauchs disqualifiziert

## Videolink
- elvan abeylegesse avrupa şampiyonu, european-athletics.org, abgerufen am 19. Februar 2023